# مارينلاند
مارينلاند (بالإنجليزية: Marineland)‏ هي مدينة أمريكية تقع في ولاية فلوريدا. تبلغ مساحة هذه المدينة 0.8 (كم²)،ويبلغ عدد سكانها 6 نسمة حسب إحصاء سنة 2010 م 6.تشير إحصاءات سنة 2000م بأن الكثافة السكانية في هذه المدينة تقدر بـ(6.7) نسمة/كم2 